# Dendropaemon nitidicollis
Dendropaemon nitidicollis är en skalbaggsart som beskrevs av Olsoufieff 1924. Dendropaemon nitidicollis ingår i släktet Dendropaemon och familjen bladhorningar. Inga underarter finns listade i Catalogue of Life.